# Square du Bois (Bruxelles)
Ne doit pas être confondu avec Square de l'Avenue-du-Bois.
Le square du Bois (en néerlandais : Bossquare), également connu sous le nom de square des milliardaires,, est une rue privée située à Bruxelles (Belgique) et qui appartient aux propriétaires des immeubles qui l'occupent.

## Historique
La voie a été conçue en 1913 sur le site de la villa Joseph Tasson (construite vers 1880 selon les plans de Jean Baes et démolie en 1910). Les premières maisons sont l'œuvre de Léon Govaerts et ont été achevées en 1915. La construction s'est poursuivie jusqu'aux années 1930.
Un règlement de 1920 relatif à la copropriété introduisit une interdiction des activités commerciales dans la rue et la division de maisons en appartements. En raison des exceptions accordées au fil des ans, les 27 maisons en 2008 comptaient 61 logements.
Vers 1993, des clôtures ont été placées afin que l'accès au Square du Bois puisse être fermé. Les portes des clôtures ont été fermées aux environs des années 2000 pour tenir les curieux à distance.

## Liste des résidents actuels et anciens
Quelques personnes qui vivent ou ont vécu au square du Bois,,,, :
- Vincent Bolloré et son épouse Anaïs Jeanneret
- Famille Taittinger
- Famille Prouvost
- Famille Espinasse
- Famille Lafon
- Famille Crombach-Augis
- Famille Paternotte de la Vaillée
- Famille Fattal
- Onno Ruding
- Famille Jagermann
- Jens Stoltenberg
- Paloma Picasso
- Roland Agambire
- Paolo en Mimo Vedovi
- Famille Albert Frère
- Famille de Béthune
- Baronne Janssen
- Victoria Bracht
- Charles De Pauw
- Famille Lippens
- Dino Vastapane
- François-Xavier de Donnéa
- Famille De Sadeleer
- Famille de Limon Triest

## Galerie

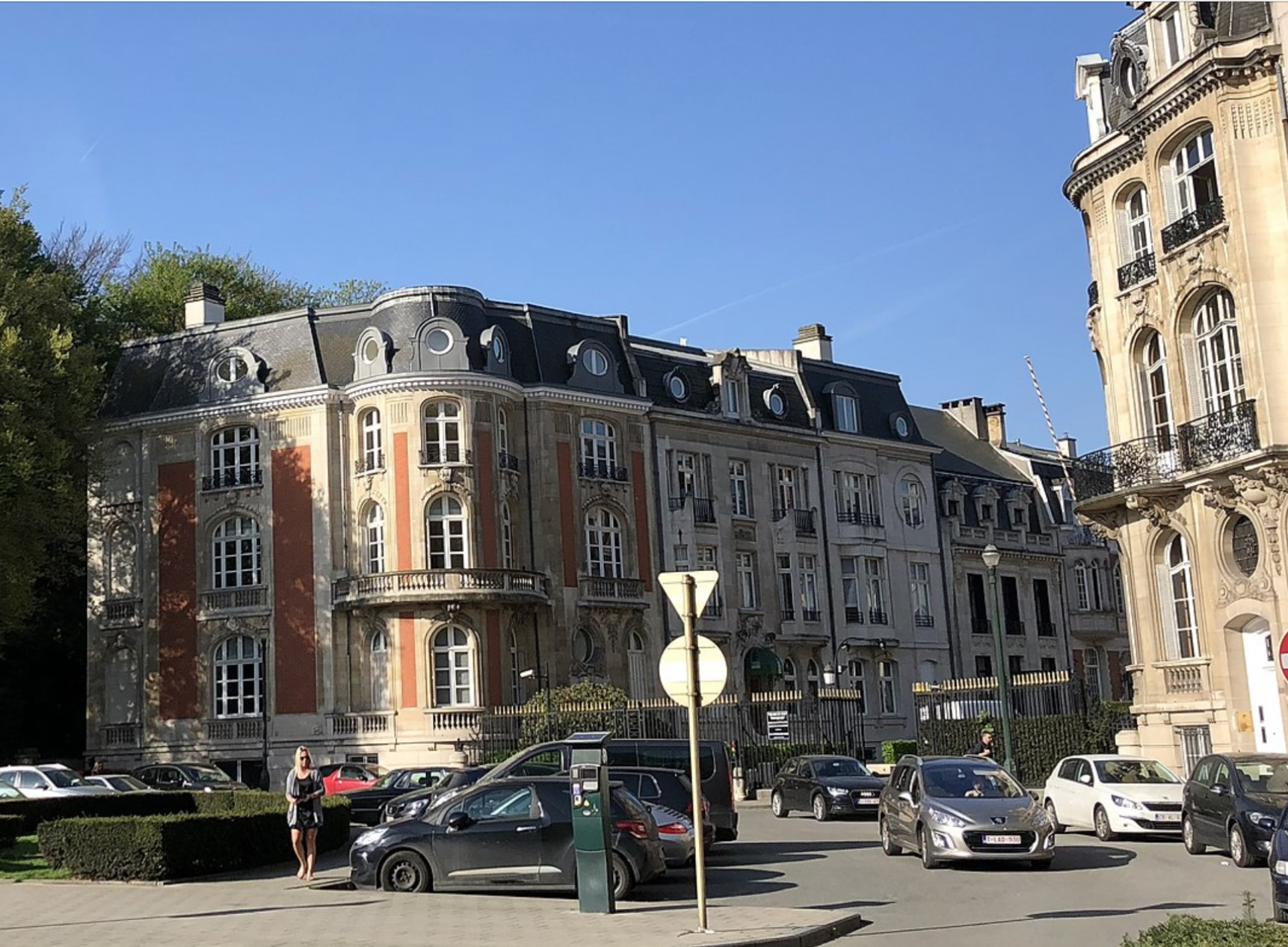
Grille d'entrée du square.
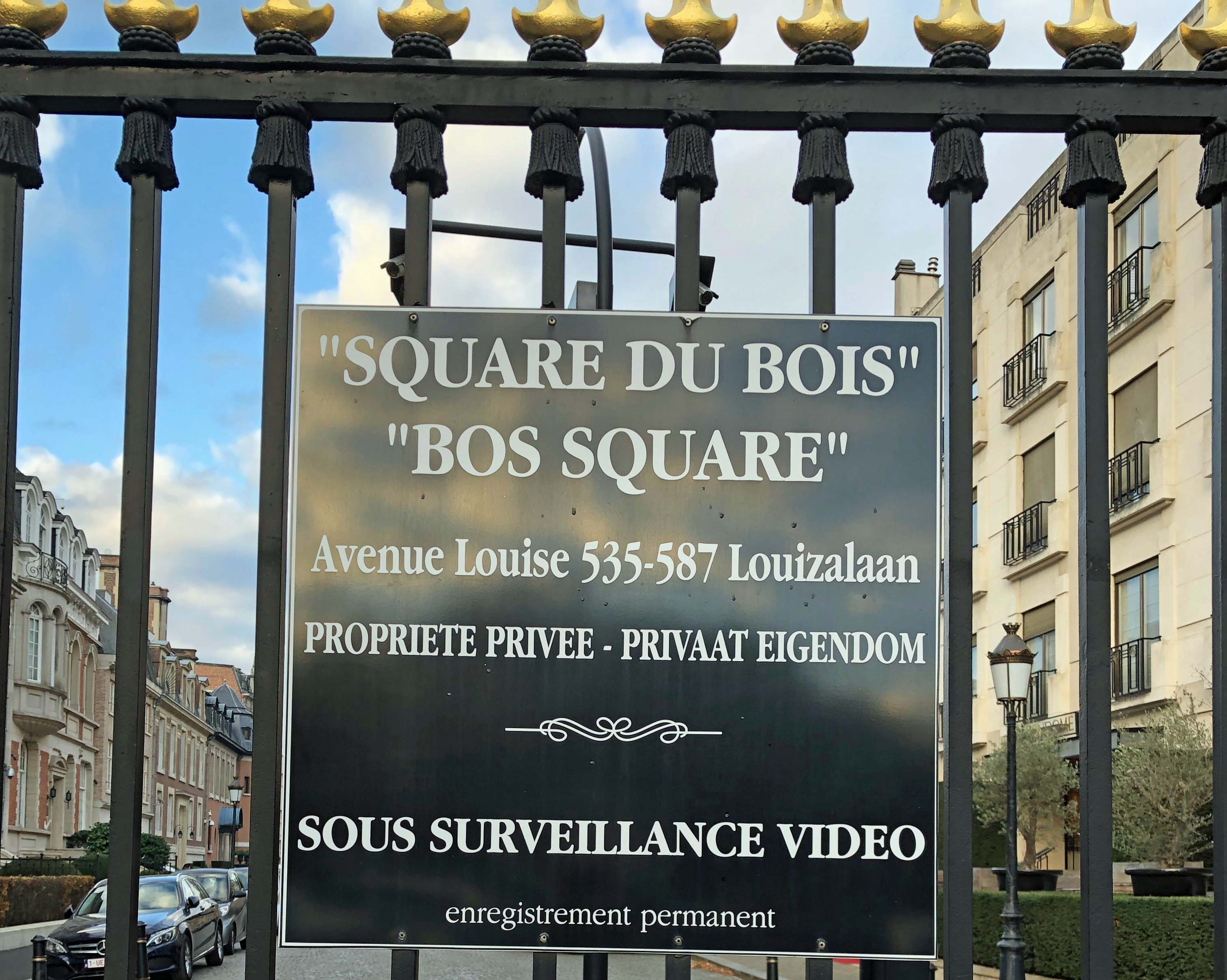
Le square est sous surveillance vidéo permanente.
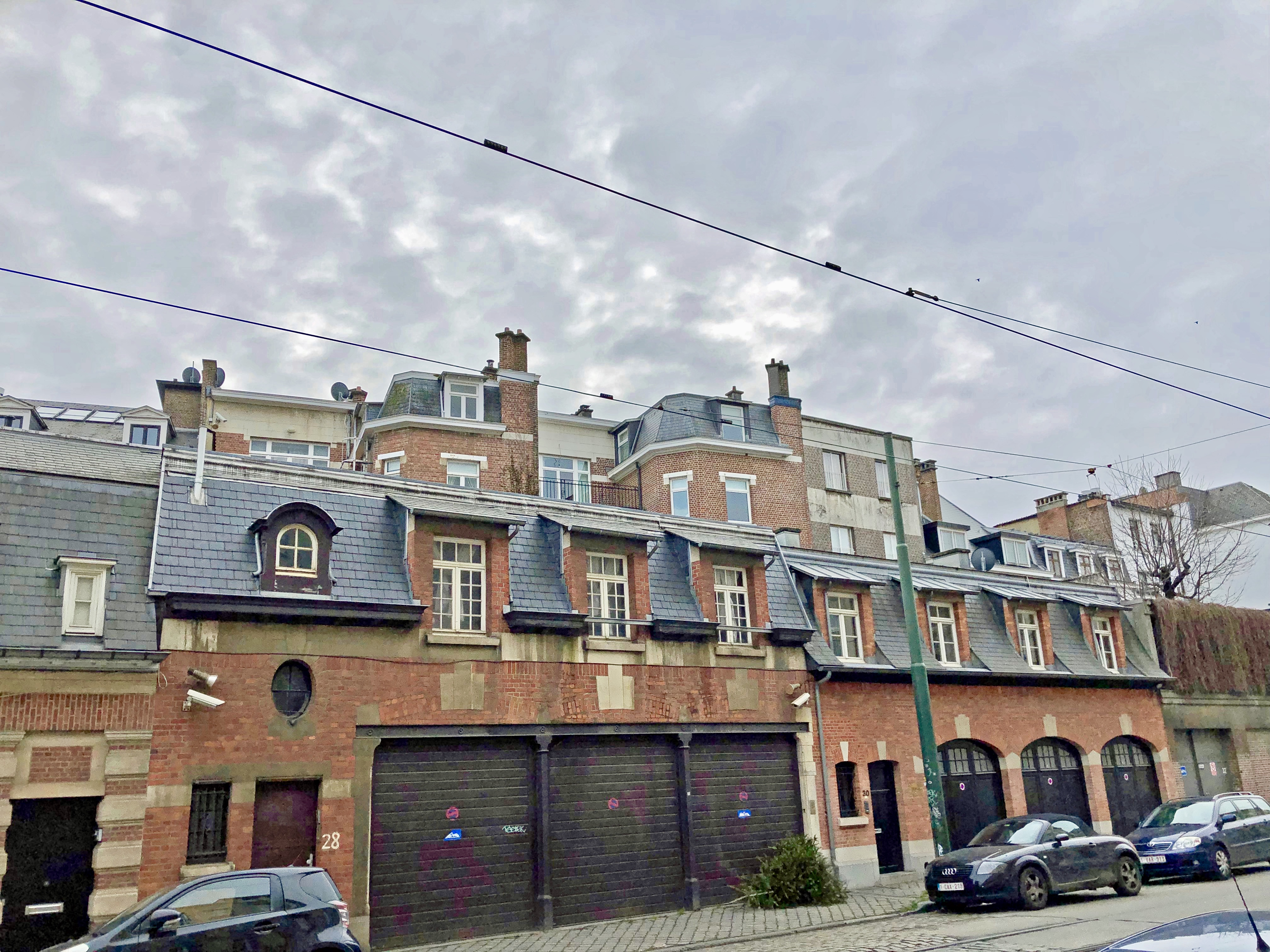
Les chambres de bonnes mansardées et les garages pour chauffeurs du square du Bois sont situés aux nos 24-44 de l'Avenue Legrand, à l'arrière du square.

## Situation et accès
Le square du Bois est situé du no 535 au no 587 de l'avenue Louise, à l'entrée du bois de la Cambre.